# Ante Palaversa
Ante Palaversa, né le 6 avril 2000 à Split en Croatie, est un footballeur croate qui joue au poste de milieu défensif à l'Aberdeen FC.

## Biographie

### En club

#### Hajduk Split (2018-2019)
Né à Split en Croatie, Ante Palaversa est formé par le club de sa ville natale, l'Hajduk Split. Il évolue dans les équipes de jeunes et la réserve du club, avant d'être promu au sein de l'équipe première en juin 2018. Il joue son premier match en professionnel le 26 juillet 2018, lors d'une rencontre de qualification pour la Ligue Europa de son équipe face au PFK Slavia Sofia. Il est titulaire lors de ce match, et l'Hajduk l'emporte un but à zéro. Palaversa dispute son premier match en championnat le 19 août 2018, face au HNK Gorica, où son équipe perd la rencontre (0-2). Son premier but en professionnel intervient pour sa troisième apparition seulement, le 26 août suivant, toujours en championnat, contre le NK Inter Zaprešić en égalisant d'une reprise de volée. Les deux équipes font match nul ce jour-là (2-2 score final).
Le 28 janvier 2019, est annoncé le transfert d'Ante Palaversa à Manchester City,. Il reste cependant dans son club jusqu'à la fin de la saison.

#### Transfert à Manchester City (2019 - 2022)

##### Prêt au KV Ostende (2019-2020)
Le 29 juin, il est prêté par Manchester City au KV Ostende, club de Jupiler Pro League. Il joue son premier match sous ses nouvelles couleurs le 28 juillet 2019, à l'occasion de la première journée de la saison 2019-2020, alors que son équipe se déplace sur la pelouse du RSC Anderlecht, l'un des cadors du championnat. Titularisé au poste de milieu défensif, Palaversa et les siens remportent cette rencontre sur le score de deux buts à un.

##### Getafe CF (2020-2021)
Le 31 août 2020 Ante Palaversa est prêté une saison par Manchester City au Getafe CF,. Il ne joue toutefois que quatre matchs et son manque de temps de jeu amène à la fin prématurée de son prêt en janvier 2021.

##### Prêt au KV Courtrai (2021-2022)
Le 26 janvier 2021, Ante Palaversa retrouve la Belgique en étant prêté pour une saison et demie au KV Courtrai. 
Il joue son premier match dès le lendemain, en étant titularisé en championnat face au Beerschot AC (0-0). Il marque son premier but dès sa troisième apparition, le 5 février sur la pelouse du Royal Excel Mouscron en championnat. D'une frappe lointaine du pied droit, il participe à la victoire des siens (0-3 score final). Palaversa marque son deuxième but pour le club le 27 février 2021, face au SV Zulte Waregem, en championnat. Titularisé ce jour-là, il ouvre le score mais ne peut empêcher la défaite de son équipe par deux buts à un.

#### ESTAC Troyes
Le 31 août 2022, lors du dernier jour du mercato estival, Ante Palaversa quitte définitivement Manchester City où il n'aura finalement jamais joué, et s'engage en faveur de l'ESTAC Troyes pour un contrat de trois ans,.
Palaversa inscrit son premier but avec l'ESTAC contre le Paris Saint-Germain le 29 octobre 2022, en championnat.

### Carrière en sélection nationale
À partir de 2017, Ante Palaversa est un membre de l'équipe de Croatie des moins de 19 ans, sélection dont il devient même le capitaine à partir de 2018. En tout il joue douze matchs pour quatre buts inscrits.
Il inscrit son premier but avec les moins de 19 ans le 9 octobre 2018, lors d'un match amical contre la Turquie. Il marque ensuite trois buts lors des éliminatoires du championnat d'Europe des moins de 19 ans 2019, contre le Luxembourg, la Tchéquie, et la Norvège.
Avec les moins de 20 ans, Palaversa fait deux apparitions en 2021, les deux en tant que titulaire.
Ante Palaversa joue son premier match avec l'équipe de Croatie espoirs le 8 octobre 2021, contre la Norvège. Il est titularisé lors de cette rencontre remportée par son équipe sur le score de trois buts à deux.

## Palmarès
Aberdeen FC
- Coupe d'Écosse (1) :
  - Vainqueur en 2025